# جوزيف لونج
جوزيف لونج (بالإنجليزية: Joseph Long)‏ هو ممثل بريطاني، ولد في 1953.

## أعمال

### أفلام
- (2014) دراكولا غير مروي[4][5]

## وصلات خارجية
- جوزيف لونج على موقع IMDb (الإنجليزية)
- جوزيف لونج على موقع ألو سيني (الفرنسية)
- جوزيف لونج على موقع ميوزك برينز (الإنجليزية)
- جوزيف لونج على موقع أول موفي (الإنجليزية)
- جوزيف لونج على موقع قاعدة بيانات الأفلام السويدية (السويدية)
- جوزيف لونج على موقع قاعدة بيانات الفيلم (الإنجليزية)
- جوزيف لونج على موقع كينوبويسك (الروسية)